# Brotherella pylaisiadelphus
Brotherella pylaisiadelphus là một loài Rêu trong họ Sematophyllaceae. Loài này được (Besch.) Broth. mô tả khoa học đầu tiên năm 1925.